# Kartoffelsalat – Nicht fragen!
Kartoffelsalat – Nicht fragen! ist eine deutsche Low-Budget-Horrorkomödie aus dem Jahr 2015, die auch als Jugendfilm eingestuft werden kann. Regie führte Michael David Pate, der gemeinsam mit Torge Oelrich auch das Drehbuch schrieb. Die Besetzung besteht hauptsächlich aus deutschen Youtubern wie Oelrich, Joyce Ilg, Dagi Bee sowie Oğuz Yılmaz und Philipp Laude, beide Mitglieder von Y-Titty. In weiteren Rollen sind Otto Waalkes, Martin Schneider und Katy Karrenbauer zu sehen. Waalkes war daneben auch als Produzent und Komponist des Films tätig. Kinopremiere war am 19. Juli 2015 in Heide. Der Film wurde von Kritik und auf Bewertungsportalen durchweg negativ aufgenommen.
Am 30. Januar 2020 erschien die Fortsetzung Kartoffelsalat 3 – Das Musical.

## Handlung
Leo Weiß ist ein unbeliebter und schlechter Schüler einer Eliteschule. Auch nach dem Wechsel auf eine normale Schule findet er nur Anschluss an die Außenseiter Torsten und Torben und verliebt sich ausgerechnet in die Schülerin "Perle", die mit dem Schul"beau" Helmut zusammen ist und deshalb ebenfalls kein Interesse an ihm hat.
An der neuen Schule bricht eine Zombie-Epidemie aus. Nur Leo, Thorsten und Torben sowie Nerd Katrin entgehen der Katastrophe und flüchten in die fensterlose Schulbibliothek. Die gerufene Polizei zeigt sich wenig engagiert und geht von einer grassierenden Magen-Darm-Grippe aus. Das Schulgebäude wird unter Quarantäne gestellt. Die Gruppe der Nichtinfizierten irrt im Gebäude herum, wo sie auf Perle und Helmut treffen, die sich im Raum der Theater-AG versteckt hatten. Dort schmieden sie den Plan, sich im Zombie-Stil zu schminken, um sich so unerkannt durch die Zombies nach draußen zu schmuggeln. Dabei klingelt leider ein Handy der Gruppe, als der Polizeinotruf zurückruft, was die Zombies aus ihrem tranceähnlichen Zustand weckt. Leo wird von Zombies gepackt, der Rest der Truppe flieht auf die Toilette.
Es zeigt sich, dass Leo nicht aufgefressen wurde, sondern entdeckt hat, dass der Zustand der Mitschüler und Lehrer reversibel ist: Wenn man den Zombies etwas beibringt, bilden sich Gehirnzellen neu und kognitive Fähigkeiten kommen zurück. Leo bildet die Zombies im Handwerken, Tanzen oder in Mathematik aus und verwandelt sie dadurch zurück in Menschen. So wird er zum umjubelten und gefeierten Helden. Am Ende stellt sich heraus, dass Leo seine Mitschüler auf dem Schulball mit einem vergleichsweise harmlosen Zombie-Virus infiziert hat (es war der Mettigel und nicht die Bowle), um endlich Freunde zu finden.

## Produktion
Die Produktionsfirmen sind Take 25 Pictures und Waalkes’ Produktionsfirma TransWaalFilm. Letztere soll den größten Anteil der Produktionskosten von ungefähr einer Million Euro gezahlt haben. Die Dreharbeiten zum Film begannen im März 2015. Torge Oelrich hatte den Film bereits im November 2014 auf seinem YouTube-Kanal angekündigt. Das Set war die Realschule in Wesselburen, in der Oelrich 2008 seinen Realschulabschluss gemacht hatte. Einige YouTuber filmten ihre Arbeit am Set und luden sie schließlich als Vlog auf YouTube hoch.  Der deutsche Kinostart war der 23. Juli 2015.
Schon vor der Premiere erklärte der Regisseur Michael David Pate, dass Kartoffelsalat kein „Kritikerfilm“ sei, sondern sich in erster Linie an eine „sehr junge Zielgruppe […] mit eine[m] ganz speziellen Humor“ wende. Er hoffe aber auch, die Eltern damit ansprechen zu können.

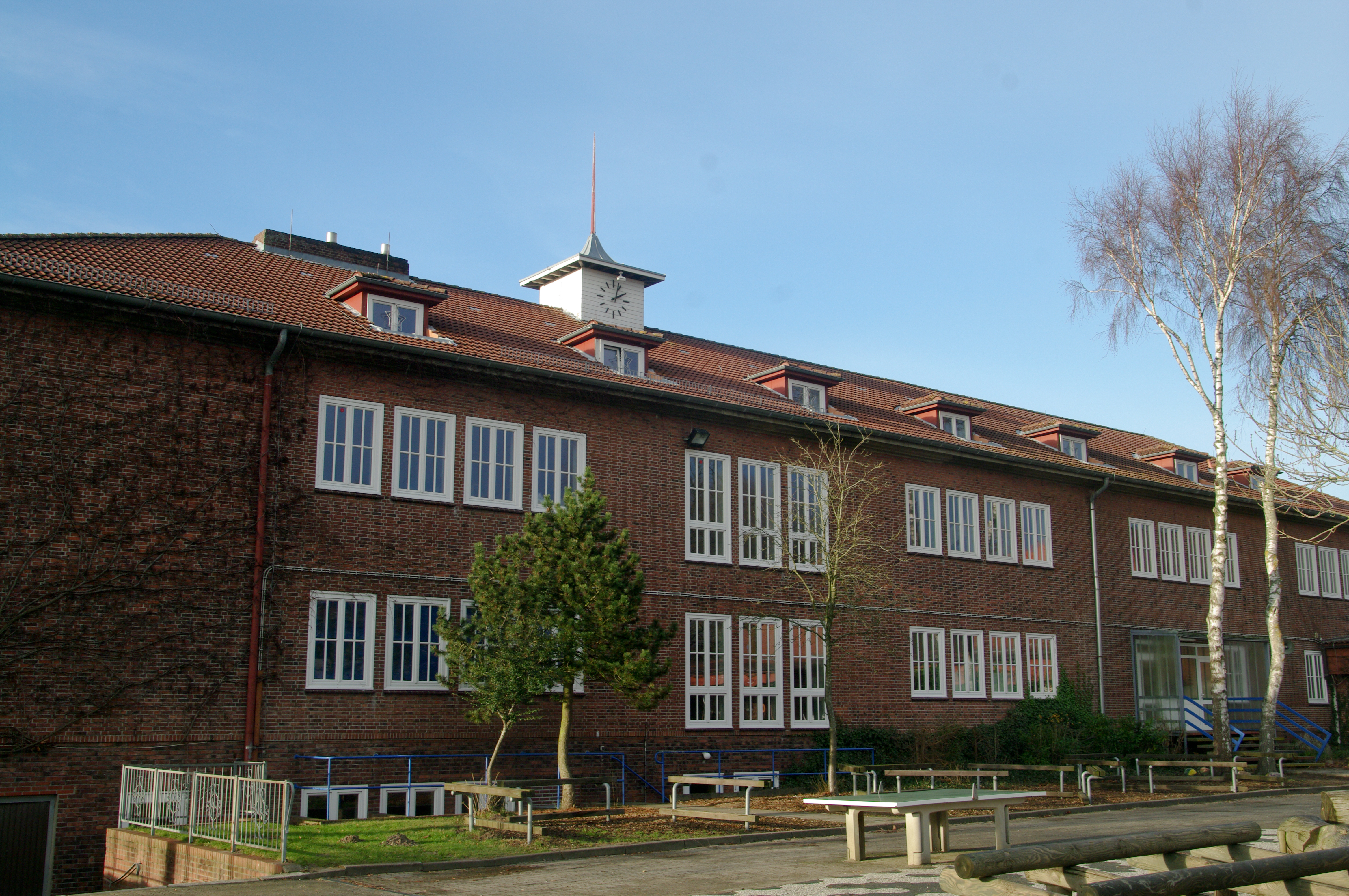
Set und Kulisse von Kartoffelsalat in der Friedrich-Hebbel-Realschule in Wesselburen

Auf die Frage, wie man auf den Titel Kartoffelsalat gekommen sei, erklärte Oelrich, dass ihnen nichts Besseres eingefallen sei. Daher stammt auch der Untertitel „Nicht fragen!“.
Der Film erschien im Homeentertainment bei der seit 2019 zu Disney gehörenden 20th Century Fox.

## Öffentlichkeitsarbeit
Werbung wurde vor allem auf den YouTube-Kanälen der beteiligten Schauspieler gemacht. Teaser sowie der Trailer wurden direkt auf dem Kanal von Oelrich hochgeladen. Der Carlsen Verlag brachte parallel zum Film Freshtorges Kartoffelsalat: Das Buch heraus. Als Merchandising konnte man außerdem T-Shirts kaufen.

## Einspielergebnis
Der Film lief in über 500 Kinos im deutschsprachigen Raum und spielte in der Startwoche rund zwei Millionen Euro ein, davon entfielen auf das erste Wochenende rund eine Million Euro. Mit  insgesamt rund 360.000 Besuchern erzielte er ein Gesamt-Einspielergebnis von über 2,5 Millionen Euro. Erwartet worden waren 250.000 Besucher und ein Ergebnis von 1,8 Millionen Euro.

## Fortsetzung
2017 veröffentlichte Freshtorge einen scherzhaften Trailer zu einer angeblichen Fortsetzung, der aber nur eine selbstironische Parodie auf die minderwertige Qualität des ersten Teils war.
Am 24. August 2019 kündigte Oelrich per YouTube an, dass im Frühjahr 2020 eine Fortsetzung  unter dem Arbeitstitel Kartoffelsalat 3 – Das Musical ins Kino kommen solle. Die Fortsetzung erschien am 30. Januar 2020. Der offizielle Trailer wurde am 4. Januar 2020 auf dem YouTube-Kanal von Freshtorge hochgeladen.

## Rezeption
Der Film stieß bei Kritik und Publikum auf durchgehend negative Resonanz.
In der IMDb erhielt er von mehr als 6.200 Nutzern eine durchschnittliche Bewertung von 1,3 von 10 Punkten und war damit kurz nach seinem Erscheinen der am schlechtesten bewertete in der Datenbank.
Während der Film mit etlichen Namen bekannter YouTuber warb und von diesen gleichfalls beworben wurde, distanzierten sich in der Zwischenzeit etliche andere YouTuber davon oder brachten in unterschiedlicher Deutlichkeit ihre Kritik zum Ausdruck, darunter als prominenteste Beispiele Simon Unge und BrokenThumbs.
Auf filmstarts.de vergibt Christoph Petersen dem Film nur 1 von 5 möglichen Punkten und erklärt, dass die Witze darin weder „anarchisch, schockierend oder auch nur irgendwie neu [sind] – sondern erschreckend altbacken.“ Auch wenn sich die Produktion an Kinder und Jugendliche richte, sei er maßlos enttäuschend, „und wenn das jetzt wirklich die schöne neue Medienwelt sein soll, dann wirft uns YouTube humortechnisch mal locker ein halbes Jahrhundert zurück.“
Die Westfälischen Nachrichten verrissen 'Kartoffelsalat – nicht fragen', „der dümmste Witze, albernste Kalauer und altbackene Gags versammelt, die zwischen bemüht und in Maßen frech pendeln“. Jonas Hoffmann kritisierte auf dem Kanal All about the E! ebenfalls den flachen und simplen Humor und gab die niedrigste Wertung von 1 von 10 Punkten.
YouTuber und Filmkritiker Robert Hofmann erwähnte, dass er nach dem Teaser und dem Trailer zwar nicht enttäuscht wurde, aber den Film trotzdem schlecht fand und so vergab er im Genre 3 von 10 Punkten und allgemein 2 von 10 Punkten. Er erzählte in seinem YouTube-Video, dass es ein gutes Set und einen großen Cast gebe und lobte die schauspielerische Leistung von Bianca Heinicke, die der Chantal aus Fack ju Göhte ähnele. Er bemängelte jedoch, dass die Wortspiel-Witze zu oft physisch dargestellt werden und dies nicht mehr lustig sei.
David Hain bemerkte auf GameStar.de: „Als Komödie ist Kartoffelsalat ein Desaster, weil der Film einfach nicht witzig genug ist. Viele der Gags sind uralt, wie auch ein Großteil der Komik-Dinosaurier, die hier mitspielen.“
Positiver fiel die Wertung von Quotenmeter aus: „Kartoffelsalat ist laut, brachial und lässt sich in seiner Gagbanalität bevorzugt mit den frühen Leinwandwerken eines Otto Waalkes vergleichen, der nicht umsonst als Co-Produzent des Filmes fungiert“.
TV Spielfilm lobte, „handwerklich ist ‚Kartoffelsalat’ erstaunlich solide, auch und gerade angesichts des niedrigen Budgets“. Das Ergebnis sei zwar „nur bedingt lustig, aber zielgruppengetreu“.